# Coyotepec, Puebla
Coyotepec là một đô thị thuộc bang Puebla, México. Năm 2005, dân số của đô thị này là 2242 người.